# 大字上上津役
大字上上津役（おおあざかみこうじゃく）は福岡県北九州市八幡西区の大字。住居表示未実施。郵便番号は807-0072。

## 地理
八幡西区の中部東端に位置し、東から南に大字畑（はた），南に大字小嶺、西に町上津役東，上上津役、北に市瀬，大字市瀬と接し、東に八幡東区と接する。

### 河川
- 二級河川 金山川
- 二級河川 割子川

### 湖沼
- 登尾上池
- 登尾下池
- 樋渕中池
- 樋渕下池

## 地域の特徴
かつて遠賀郡上上津役村と呼ばれていた地域のうち、宅地化されずに残った山間部である。金山川の源流があり、北縁の一部を割子川が西流する。谷あいにはため池が点在している。山岳部の国有林は自然休養林として開放され、北九州国定公園に指定されている。町域の北側から西側に北九州トンネル内を山陽新幹線が抜ける。北部の西縁に沿って北九州高速4号線が通っている。

## 歴史

### 沿革
- 1878年（明治11年）11月1日 - 郡区町村編制法の福岡県での施行により、行政区画としての遠賀郡が発足。遠賀郡上上津役村となる。
- 1889年（明治22年）4月1日 - 町村制施行により、上上津役村、下上津役村、小嶺村、市瀬村、引野村、穴生村の6村が合併し、上津役村が発足。上上津役村は上津役村大字上上津役となる。
- 1937年（昭和12年）5月 - 上津役村が八幡市に編入。上津役村大字上上津役は八幡市大字上上津役となる。
- 1963年（昭和38年）2月1日 - 八幡市、戸畑市、小倉市、若松市、門司市の5市が合併し、北九州市が発足。八幡市大字上上津役は北九州市八幡区大字上上津役となる。
- 1963年（昭和38年）4月1日 - 北九州市が政令指定都市に指定され、八幡区、戸畑区、小倉区、若松区、門司区の5区を設置。北九州市八幡区大字上上津役は北九州市八幡区大字上上津役となる。
- 1974年（昭和49年）4月1日 - 八幡区が八幡西区と八幡東区に分かれ、北九州市八幡西区大字上上津役となる[5]。
- 1983年（昭和58年）6月1日 - 大字上上津役の一部が中の原一丁目 - 三丁目になる[6]。
- 1984年（昭和59年）6月1日 - 大字上上津役の一部が大平二丁目，町上津役西一丁目 - 四丁目になる[7]。
- 1985年（昭和60年）6月1日 - 大字上上津役の一部が市瀬一丁目 - 二丁目，上の原一丁目，上上津役一丁目になる[8]。
- 1986年（昭和61年）6月1日 - 大字上上津役の一部が上上津役二丁目 - 六丁目，小嶺一丁目 - 三丁目，町上津役東一丁目 - 三丁目になる。大字上上津役の一部が上上津役一丁目に編入する[9]。

## 世帯数と人口
2025年（令和7年）3月31日現在（北九州市発表）の世帯数と人口は以下の通りである。
| 大字         | 世帯数 | 人口 |
| ------------ | ------ | ---- |
| 大字上上津役 | 1世帯  | 1人  |

### 人口の変遷
国勢調査による人口の推移。
| 1995年（平成7年）  | -人 | [ 10 ] |  |
| 2000年（平成12年） | -人 | [ 11 ] |  |
| 2005年（平成17年） | -人 | [ 12 ] |  |
| 2010年（平成22年） | -人 | [ 13 ] |  |
| 2015年（平成27年） | -人 | [ 14 ] |  |
| 2020年（令和2年）  | -人 | [ 15 ] |  |

### 世帯数の変遷
国勢調査による世帯数の推移。
| 1995年（平成7年）  | -世帯 | [ 10 ] |  |
| 2000年（平成12年） | -世帯 | [ 11 ] |  |
| 2005年（平成17年） | -世帯 | [ 12 ] |  |
| 2010年（平成22年） | -世帯 | [ 13 ] |  |
| 2015年（平成27年） | -世帯 | [ 14 ] |  |
| 2020年（令和2年）  | -世帯 | [ 15 ] |  |

## 学区
市立小・中学校に通う場合、学区は以下の通りとなる。
| 大字         | 番地 | 小学校                 | 中学校                 |
| ------------ | ---- | ---------------------- | ---------------------- |
| 大字上上津役 | 全域 | 北九州市立上津役小学校 | 北九州市立上津役中学校 |